# Le Tunnel sous la Manche ou le Cauchemar franco-anglais
Le Tunnel sous la Manche ou le Cauchemar franco-anglais er en fransk stumfilm fra 1907 af Georges Méliès.